# Ятаган (музыкальный инструмент)
Ятаган (ятага, елтага, кункау, кундак; баш. ятаға, ятаған, тат. ятага, ятаган, җатыган) — щипковый многострунный классический музыкальный инструмент тюркских народов. Применение ятаган фиксируются у сибирских, оренбургских и астраханских татар, у башкир. В XX веке традиции исполнительства на ятагане у башкир были утеряны, у оренбургских, сибирских, астраханских татар применялся в быту до начала XIX века.

## История
Ятаган известен с XVIII–XIX века, по упоминаниям в фольклорных произведениях. Описывается фольклористом, исследователем народной музыки А. Л. Масловым в книге «Иллюстрированное описание музыкальных инструментов, хранящихся в Дашковском этнографическом музее в Москве» (1909): «Ятага — музыкальный инструмент употребляемый Оренбургскими киргизами, состоит из длинного квадратного в сечении корпуса, выгибающегося на одну сторону слегка под тупым углом. Две боковые деки цельные, две другие составлены, каждая из двух частей, относящихся друг к другу как 9:25. На нижней деке проделаны 25 голосников, расположенных пятью звездами. На верхней, немного выпуклой деке, в перегибе прикреплена планка, в которую вставлены семь деревянных колков для привязывания струн, прикрепляющихся с другого конца за маленькие медные колечки. Струны медные, каждая подпирается у колечек особой подставкой. С концов нижней деки выступают небольшие гребешки, служащие не только украшениями, но и ножками инструмента. Общий вид ятаги очень напоминает столь большое японское кото. Дека ятаги выкрашена в жёлтую краску, остальные части, за исключением мелких, например, колков, выкрашенных в чёрный цвет, окрашены красной краской. Строй ятаги неизвестен. Размер следующий: наибольшая длина 102 см, наибольшая ширина 14 см, высота приблизительно такая же, но толщина резонатора почти вдвое меньше».
Аналогичные инструменты существовали в Древнем Китае, Японии, Корее, бытовали у многих тюркских народов,, в том числе у казахов — жетыген, калмыков — ятха (ятка), монгол — ятга, хакасов — чатхан, у китайцев (кунхоу), японцев (кото), корейцев (каягым), узбеков (ётогон).

## Описание
Особенности конструкции ятагана отражают первоначальный классический вариант китайского кунхоу, а в быту использовались различные его модификации. К каждой струне ятагана соответствовала отдельная подставка, которая могла быть передвинутой для изменения высоты звука и настройки инструмента.